# Wilhelm von Knobelsdorff (général, 1825)
Ne doit pas être confondu avec Wilhelm von Knobelsdorff (général, 1752).
Wilhelm Karl Adolf Kurt von Knobelsdorff (né le 26 juillet 1825 à Stargard et mort le 25 janvier 1908 à Hanovre) est un général de division et généalogiste prussien.

## Biographie

### Origine
Il est issu de la famille noble von Knobelsdorff et est le fils du colonel prussien Karl Wilhelm Ernst von Knobelsdorff (1792–1877) et sa femme Klara, née Müllner (1805–1883), fille du poète-juriste Adolf Müllner.

### Carrière militaire
Knobelsdorff étudie aux lycées de Leobschütz et de Liegnitz. Le 26 juillet 1842, il est engagé comme mousquetaire dans le régiment d'infanterie de réserve de la Garde de l'armée prussienne. Le 14 septembre 1843, il y est promu sous-lieutenant et à partir du 15 octobre 1847 étudie à l'École générale de guerre. Knobelsdorff doit interrompre ses études en raison des troubles révolutionnaires. Il participe avec son régiment à la répression des troubles à Berlin et est utilisé dans la bataille de Kirchheimbolanden. Pendant la campagne de Bade, Knobelsdorff est blessé lors du siège de Rastatt. À partir du 15 octobre 1850, il poursuit sa formation à l'École générale de guerre, qu'il termine au début d'août 1852 avec de très bonnes notes. Après avoir fait son service militaire et avoir été promu premier lieutenant, il est commandé le 1er mars 1858  pendant un an au Département d'histoire de la guerre de l'État-major général en raison de ses bons résultats à l'École générale de guerre.
En tant que capitaine et commandant de compagnie dans le régiment de fusiliers de la Garde, Knobelsdorff participe à la guerre de 1866 contre l'Autriche dans la bataille de Trautenau et reçoit une balle dans l'avant-bras gauche. Pour ses réalisations, il reçoit l'ordre de l'Aigle rouge de 4e classe avec épées. Après la guerre, Knobelsdorff est promu le 30 octobre 1866 au grade de major et est transféré le 22 mars 1868 à Cologne en tant que commandant du 1er bataillon du 33e régiment de fusiliers. À ce titre, Knobelsdorff combat à la bataille de Saint-Privat pendant la guerre contre la France et est si grièvement blessé par un tir dans le coude droit qu'il ne peut pas participer à d'autres opérations de combat. Ses réalisations sont reconnues en recevant la croix de fer de 2e classe.
À l'occasion de la proclamation de l'Empire allemand (de), Knobelsdorff est promu le 18 janvier 1871 Lieutenant-colonel. Deux ans plus tard, il est nommé commandant du 1er régiment de grenadiers et il est promu le 22 mars 1873 colonel. Le 24 juin 1874, Knobelsdorff devient chevalier de l'Ordre de Saint-Jean et le 18 janvier 1876 de l'Ordre de l'Aigle rouge de 3e classe avec épées et ruban sur l'anneau. Bénéficiant du droit de porter l'uniforme de son régiment, Knobelsdorff mis à disposition le 12 février 1876 avec la pension légale.
Le 1er juin 1885, Knobelsdorff reçoit le caractère de général de division. De plus, il reçoit le 18 janvier 1900 l'ordre de la Couronne de 2e classe.

### Héraldique
Knobelsdorff a déjà travaillé comme auteur et héraldiste pendant son service actif. À partir des années 1850, il publie pour les imprimeurs de livres Gustav Lange à Berlin sur l'histoire de sa famille remontant à la préhistoire et les migrations dans l'histoire ancienne.

### Famille
Knobelsdorff se marie le 28 mai 1863 à Berlin avec Karoline Dorothea Sophie comtesse von der Pahlen, baronne von Astrau (de) (née le 13 mars 1833 à Mitau et morte le 6 février 1910 à Charlottenbourg) de la branche de Weitenfeld. Tous deux sont enterrés au cimetière de la ville d'Engesohde à Hanovre. Le mariage donne naissance à un fils, Hans (1866-1947), qui, comme son père, poursuit une carrière d'officier dans l'armée prussienne et atteint le grade de général de division.

## Publications
- Zur Geschichte der Familie von Knobelsdorff. Als Maschinenschrift auf Kosten der Familie gedruckt, Berlin: Buchdruckerei Gustav Lange:
  - Heft 1–5, erschienen im Zeitraum von 1855 bis 1859.
    - online über die Deutsche Digitale Bibliothek

  - Heft 1: Vor- und Urgeschichte, die Wanderzeit die Knobelsdorffschen Geschlechts. 1870
- Georg Wenzeslaus von Knobelsdorff der Baumeister und Freund Friedrichs des Großen. Riegel, Berlin 1861.
- Die Stammtafeln des Geschlechtes derer von Knobelsdorff. Berlin 1876.
- Das von Knobelsdorff'sche Geschlecht in Stammtafeln von der ältesten bis auf die neueste Zeit von Wilhelm von Knobelsdorff. Buchdruckerei von Gustav Lange, Berlin 1876[2].
- Die deutschen Feldzeichen und Fahnen von der Urzeit bis zur Gegenwart. Vortrag des Generalmajors z. D. von Knobelsdorff, gehalten in der Sitzung des „Société d'histoire de Basse-Saxe (de)“ zu Hannover am 2. März 1896, Hannoversche Post (de). Hannover 1896.
  - Beilage der Heraldischen Mitteilungen de l'Association héraldique "Au trèfle" (de) von 1896 mit dem Untertitel … ein Vortrag mit Zeichnungsbeilage, welche freundlichst gestiftet wurde, als der Text bereits abgezogen war. Der Leser wird sich ohne Mühe zurechtfinden